# سیارک ۶۷۱۹
سیارک ۶۷۱۹ (به انگلیسی: 6719 Gallaj، نامگذاری:1990UL11) شش هزار و هفتصد و نوزدهمین سیارک کشف شده‌است که در ۱۶ اکتبر ۱۹۹۰ کشف شد.
قدر مطلق سیارک برابر ۱۲٫۴۰ است.